# Orașul fantomă (film din 1999)
Orașul fantomă (în engleză Phantom Town) (lansat ulterior în 2013 pe DVD ca Spooky Town) este un film western de fantezie întunecată. Este o coproducție canadiano-americano-română din 1999, în regia lui Jeff Burr, cu un scenariu de Benjamin Carr. În rolurile principale au interpretat John Patrick White, Taylor Locke, Lauren Summers, Jim Metzler, Belinda Montgomery, Doru Ana și Gabriel Spahiu. Filmul îl urmărește pe Mike, un băiat de șaisprezece ani, și pe cei doi frați ai săi mai mici, în timp ce își caută părinții dispăruți în misteriosul oraș Long Hand, care nu ar trebui să existe, conform hărților.
Filmul a avut o durată de 95 de minute. A avut un buget estimat de 800.000 de dolari americani. Orașul fantomă a fost filmat la studiourile Castel Film din București, România și a fost lansat pe VHS și DVD la 16 februarie 1999.

## Rezumat
Trei copii își caută părinții care au dispărut misterios după ce au intrat într-un oraș numit Long Hand, care nu se găsește pe nicio hartă. Copiii se cazează în hotelul orașului și încep să observe că locuitorii din Long Hand se comportă ciudat, repetând aceleași acțiuni iar și iar. 
După ce explorează tot orașul copiii descoperă că orașul este locuit de jefuitori de cadavre și ar putea fi următoarele victime. Copiii își găsesc în cele din urmă părinții în catacombele de sub oraș și reușesc să plece împreună cu părinții lor după ce l-au ucis pe monstrul care conduce orașul. 
În final, Mike organizează o petrecere și copiii descoperă că părinții lor au fost transformați la fel ca ceilalți locuitori din Long Hand.

## Distribuție
- John Patrick White – Mike
- Taylor Locke – Arnie
- Lauren Summers – Cindy
- Jim Metzler⁠(d) – tata
- Belinda Montgomery⁠(d) – mama
- Gabriel Spahiu – recepționer la hotel
- Jimmy Herman⁠(d) – însoțitor
- Jeff Burr⁠(d) – unchiul Jack
- Iuliana Ciugulea – mătușa Silvia
- Doru Ana – pistolarul